# Kani, Gifu
Kani (japanska: 可児市   ?, Kani-shi) är en stad i Gifu prefektur i Japan. Staden fick stadsrättigheter 1982.